# 穆松维利耶
穆松维利耶（法語：Moussonvilliers，法語發音：[musɔ̃vilje] ⓘ）是法国奥恩省的一个旧市镇，属于莫尔塔涅欧佩什区。2018年，穆松维利耶与临近的2个市镇合并为新市镇沙朗塞。

## 地理
穆松维利耶（48°38'14"N, 0°47'33"E）面积21.94 平方千米，位于法国诺曼底大区奧恩省，该省份为法国西北部内陆省份，北起顺时针与卡爾瓦多斯省、厄尔省、厄尔-卢瓦省、萨尔特省、马耶讷省和芒什省接壤。
与穆松维利耶接壤的市镇（或旧市镇、城区）包括：阿夫尔河畔阿尔芒蒂耶尔、拉沙佩勒福尔坦、维达姆堡、罗艾尔、马尔尚维尔、圣莫里斯莱沙朗塞。

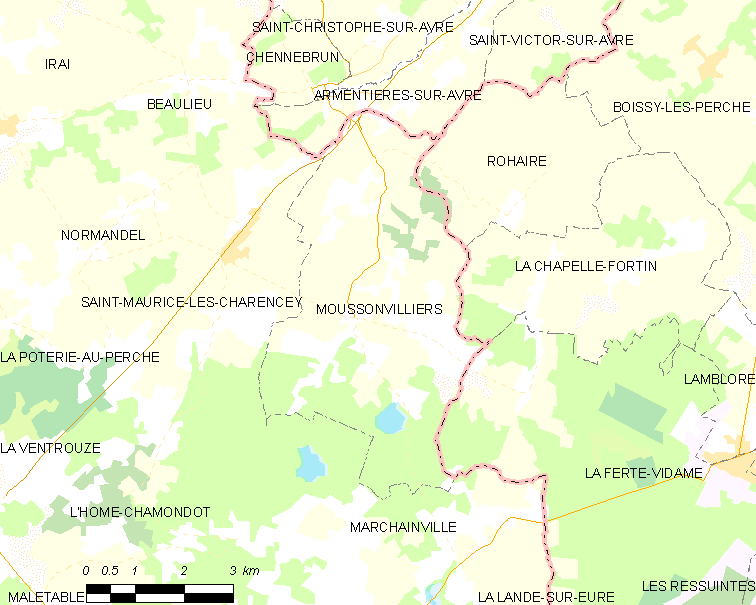
穆松维利耶的OSM定位图

穆松维利耶的时区为UTC+01:00、UTC+02:00（夏令时）。

## 行政
穆松维利耶的邮政编码为61190，INSEE市镇编码为61299。

## 政治
穆松维利耶所属的省级选区为图鲁夫尔欧佩什县。

## 人口

1962-2008年间穆松维利耶人口变化图示

穆松维利耶于2018年1月1日时的人口数量为219人。